# Leng Ngeth
Leng Ngeth (tiếng Khmer: ឡេង ង៉ែត; 1900 – 1975?) là chính khách và nhà ngoại giao Campuchia từng giữ chức Thủ tướng Campuchia kiêm Bộ trưởng Ngoại giao Campuchia từ tháng 1 đến tháng 10 năm 1955. Từ năm 1956 đến năm 1957, ông làm Đại sứ Campuchia tại Liên Xô. Từ năm 1958 đến năm 1962, ông là Đại sứ Campuchia tại Trung Quốc.